# 雜交種

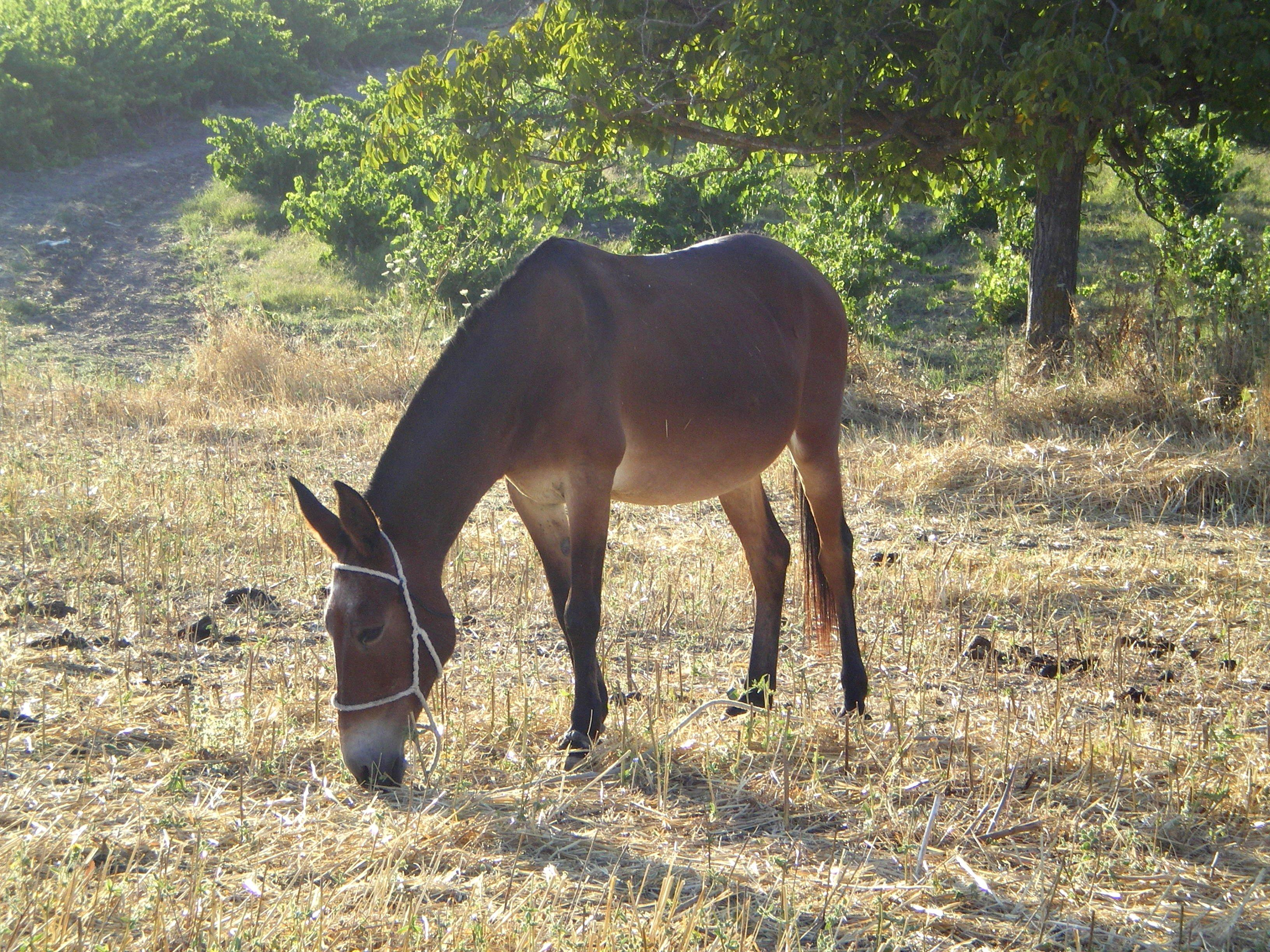
騾是其中一種最常見的雜交種動物，騾是由馬和驢雜交而來

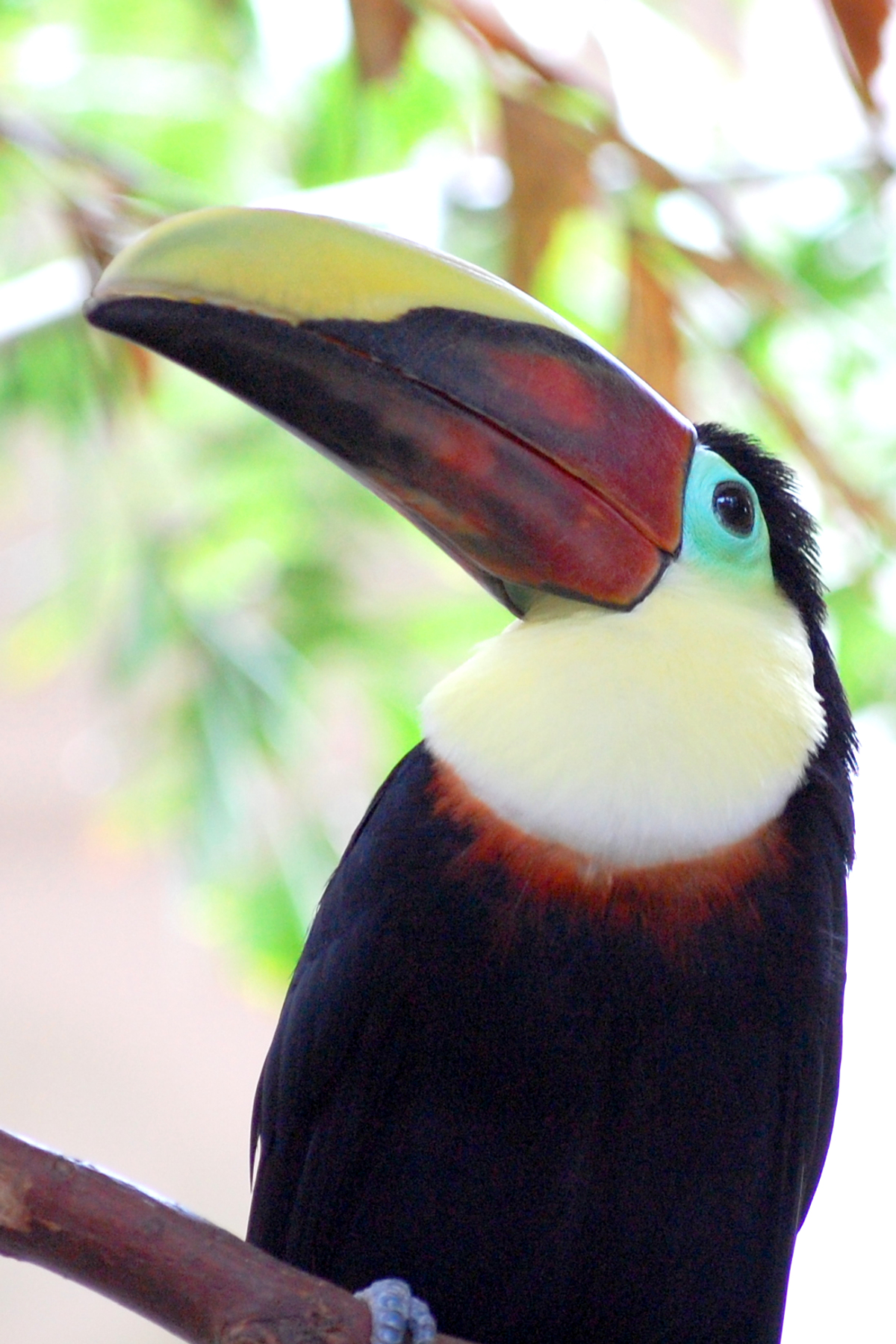
巨嘴鳥的雜交種

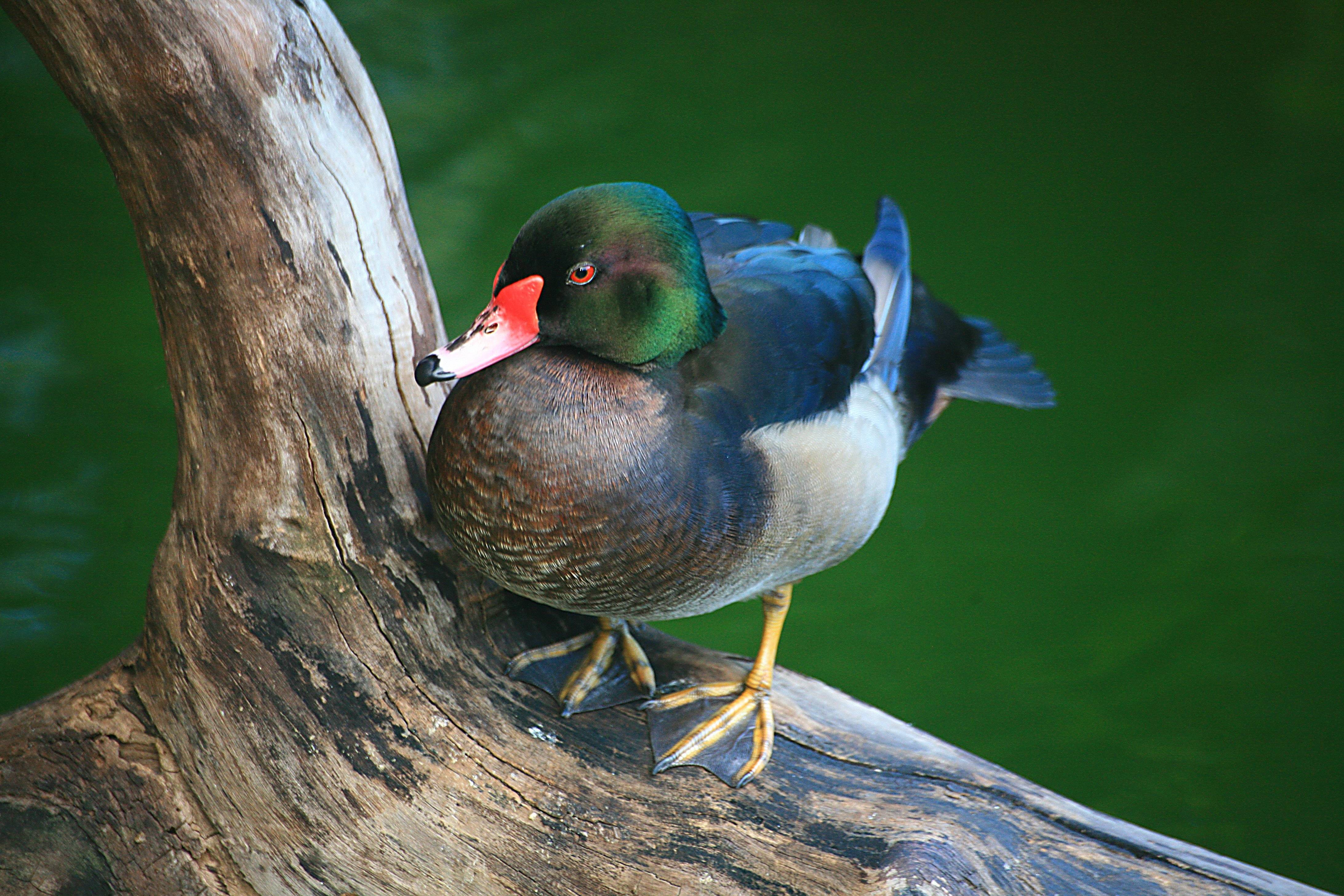
粉嘴潜鸭（Netta peposaca）與美洲木鴨（Aix sponsa）的雜交種

杂交种（英語：hybrid）又稱杂种或混种，是指从两种不同的生物杂交产生的后代。

## 存活率和生殖力
依雙親的生殖隔離程度，雜交後代可能無法存活、可存活但無法生殖、可存活並生殖但適應力較低、或是完全可以生殖。
如果是同一种内的不同亚种、品系或栽培品種之间相互交配產生的後代，通常後代可以正常存活，也被称为种内杂交。有時在同一属下的不同种之间的互相交配产生的后代也如此。種內雜交有時會產生存活率更高的後代，稱為雜種優勢（Hybrid Vigor）。
如果後代完全無法存活或生殖，表示雙親是不同物種，此雜交称为种间杂交（interspecific hybridization），一般只發生在同屬的生物。
種間雜交是非常困难的，失败率很高，而且通常杂交子代不具生育能力，但也有例外，甚至是更高層級間的雜交。跨屬間雜交的例子有綿羊和山羊，跨科間雜交的例子有雞和珠雞或雉，或是白頭翁與烏頭翁，但如此案例在野外並不常見，跨目間雜交有在 Strongylocentrotus purpuratus 的雌海膽和 Dendraster excentricus 的雄沙錢間找到。一般而言动物產生雜交種（譬如骡子和獅虎）是在被人類强行干预之下才會发生，因此刻意製造雜交種在倫理學上是有爭議的行為。
有時候雜交後代只有其中一個性別無法正常生殖或存活，通常這個性別是異配性別（性染色體為XY或WZ），此規則稱為霍爾登氏法則。

## 雜交種化
有時會發生雜交後代可以自交或無性生殖，但無法與親代物種回交之情況，這種案例中雜交種即形成一新的物種。這種現象在植物中較常見，研究估計2~4%的被子植物和7%的蕨類是雜交種化產生，在農作物中比例更高。在動物中也有少數昆蟲和魚類的例子。

## 外部連結
- Hybrid Mammals （页面存档备份，存于）
- Hybrids of wildcats with domestic cats （页面存档备份，存于）
- Domestic Fowl Hybrids （页面存档备份，存于）
- Artificial Hybridisation （页面存档备份，存于） - Artificial Hybridisation in orchids
- Scientists Create Butterfly Hybrid （页面存档备份，存于） - Creation of new species through hybridization was thought to be common only in plants, and rare in animals.
- Hybridisation in animals （页面存档备份，存于） Evolution Revolution: Two Species Become One, Study Says] (nationalgeographic.com)